# 小宮優大

小宮 優大（こみや ゆうだい、2000年12月16日 - ）は、日本のプロバスケットボール選手。神奈川県出身。ポジションはシューティングガード。B3リーグ・しながわシティ所属。

## 来歴

### プロ入りまで
神奈川県の湘南出身。
藤沢市立天神小学校（天神ミニバス）を経て、藤沢市立六会中学校では、2015年3月に神奈川県ジュニアオールスター出場。
神奈川県立厚木東高等学校では、2017年のウィンターカップ神奈川予選決勝ではキング開擁するアレセイア湘南を83-82でくだし、ウインターカップ初出場に貢献した。ウインターカップではベスト8となった。2018年8月にインターハイ出場。1級上には東野恒紀（金沢武士団）がいる。
神奈川大学では、2019年12月にインカレベスト16。2022年11月に関東1部リーグ9位となった。同級に工藤貴哉（山形ワイヴァンズ）、3級上には尾形界龍（しながわシティ）、2級上には小酒部泰暉（アルバルク東京）、1級上には東野恒紀（金沢武士団）と小針幸也（川崎ブレイブサンダース）がいる。
2022-23に湘南ユナイテッドBCの練習生を経て、2023-24に湘南ユナイテッドBCと選手契約し、プロバスケットボール選手となった。

### 湘南ユナイテッドBC時代（2023-24）
2023-24シーズン。
湘南ユナイテッドBC所属し、Bリーグ選手となる。
外国籍がフォワードだった場合のマッチアップが多かった。
32試合に出場し、1試合に先発、5.81分、0.56得点、0.59リバウンド、0.41アシストを記録した。

### しながわシティ時代（2024-）
2024-25シーズン。
しながわシティ所属。
ローテーション入りし、前年度から大きくプレイタイムを伸ばした。
50試合に出場、12試合に先発し、17.96分、5.14得点、2.44リバウンド、1.08アシストを記録した。
現在はしながわシティに所属している。

## 個人成績
| シーズン   | チーム | GP | GS | MPG   | FG%   | 3P%   | FT%   | RPG  | APG  | SPG  | BPG  | TO   | PPG  |
| ---------- | ------ | -- | -- | ----- | ----- | ----- | ----- | ---- | ---- | ---- | ---- | ---- | ---- |
| B3 2023-24 | 湘南   | 32 | 1  | 5.81  | 18.8% | 18.2% | 50.0% | 0.59 | 0.41 | 0.22 | 0.00 | 0.22 | 0.56 |
| B3 2024-25 | 品川   | 50 | 12 | 17.96 | 34.4% | 24.5% | 69.7% | 2.44 | 1.08 | 0.60 | 0.06 | 1.04 | 5.14 |

## 人物

### プレイスタイル
オフェンスでは、ドライブからのシュートやキックアウトが得意である。また、ディフェンスリバウンドからボールプッシュし、CtoCや早い展開に持ち込めむことができる。キックアウトからキャッチ＆スリーやドライブも得意である。
ディフェンスでは、相手のポイントガードから外国籍選手まで守る事ができる。フィジカルがあるため押し込まれずペイントに簡単に侵入させないディフェンスができる。